# Ramuscello
Ramuscello (Ramussiel in friulano standard e in friulano occidentale) è una frazione situata nella zona orientale del comune di Sesto al Reghena (PN), nella zona sud-occidentale del Friuli-Venezia Giulia, è il secondo centro abitato più popoloso del comune dopo la frazione di Bagnarola.
Confina con la frazione di Bagnarola e con le località di Vissignano, Casette, Madonna di Campagna e Santa Sabina facenti parte del comune di Sesto al Reghena. Inoltre, confina con Cordovado, con le frazioni di Gleris e Carbona appartenenti al comune di San Vito al Tagliamento e con le frazioni di Bando e Saletto appartenenti al comune di Morsano al Tagliamento.
Si trova al chilometro 53 dalla strada regionale 463 del Tagliamento che congiunge Gemona a San Vito al Tagliamento e a Portogruaro. Inoltre, è attraversato dalla linea ferroviaria Casarsa - Portogruaro e dista circa 3 km dalla stazione ferroviaria di Cordovado-Sesto.

## Storia
Dopo 74 anni dall'apertura al culto della chiesa di Ramuscello, il 22 marzo 2009 alla presenza del vescovo della diocesi di Concordia-Pordenone Ovidio Poletto è stata inaugurata e benedetta la torre campanaria, costruita tra il 2008 e il 2009, dopo la posa della prima pietra, celebrata l'8 dicembre 2007. Nella medesima occasione sono state benedette anche le 3 nuove campane fuse nel 2009, a Vittorio Veneto, dalla fonderia De Poli.

## Luoghi di interesse
- Chiesa parrocchiale "Santa Maria della Salute"
- Villa Freschi
- Chiesa di Sant'Anastasia (presso villa Freschi)

## Eventi
- 5 gennaio - Tradizionale "foghera" dell'Epifania, nei pressi di villa Freschi
- marzo - Sagra del Vino (2 settimane) con tendone, serate a tema, musica, cucina tipica
- 19 marzo - Processione di San Giuseppe

## Sport
La Ramuscellese calcio disputa il campionato di Seconda Categoria.